# مشکین‌گربه بورلون
مشکین‌گربه بورلون (نام علمی: Genetta bourloni) نام یک گونه از سرده مشکین‌گربه است.